# Epi-Olmeekse cultuur
De Epi-Olmeekse cultuur was een archeologische cultuur in het centrale gebied van de huidige Mexicaanse staat Veracruz. Geconcentreerd in het stroomgebied van de Papaloapan, een cultuur die bestond tijdens de late formatieve periode, van ongeveer 300 v.Chr. tot ongeveer 250 n.Chr. De Epi-Olmeekse cultuur was een opvolgercultuur van de Olmeekse cultuur, vandaar het voorvoegsel "epi-" of "post-". Hoewel de Epi-Olmeekse cultuur niet de verstrekkende prestaties van die eerdere cultuur bereikten, realiseerden ze met hun geavanceerde kalenders en schriftsysteem wel een niveau van culturele complexiteit dat onbekend was bij de Olmeekse cultuur. 
Tres Zapotes en uiteindelijk Cerro de las Mesas waren de grootste Epi-Olmeekse centra, maar geen van beide zou de omvang en het belang bereiken van de grote Olmeekse steden ervoor of El Tajín erna. Andere belangrijke Epi-Olmeekse-sites zijn El Mesón, Lerdo de Tejada, La Mojarra, Bezuapan en Chuniapan de Abajo.

## Culturele context

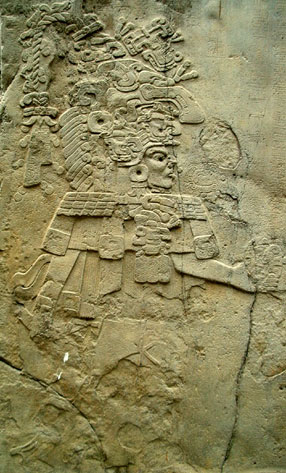
de linker afbeelding van La Mojarra stele 1 met een persoon geïdentificeerd als "Heer van de Oogstberg", 156 AD

De opkomst van de Epi-Olmeekse cultuur aan de westelijke rand van het Olmeekse hartland valt samen met de ontvolking van de oostelijke helft van het Olmeekse hartland en de teloorgang van de Olmeekse cultuur in het algemeen. De Epi-Olmeekse cultuur vertegenwoordigde eerder een geleidelijke transformatie dan een abrupte breuk met de Olmeekse cultuur. Veel Olmeekse motieven werden bijvoorbeeld ook door de opvolgende cultuur gebruikt. Tres Zapotes, een van de grootste Olmeekse vindplaatsen, bleef een regionaal centrum onder de Epi-Olmeekse cultuur. En het dagelijkse leven van het gewone volk ging grotendeels hetzelfde door: zelfvoorzienende landbouw met opportunistische jacht en visserij, huizen van leem en vlechtwerk, rieten daken en klokvormige opslagputten. 
Aan de andere kant zag de late formatieve periode een wijdverbreide achteruitgang in de handel en andere interregionale interactie in heel Meso-Amerika, samen met een duidelijke afname in het gebruik van exotische prestige-items, zoals groenstenen kralen. Er is voorgesteld dat deze exotische handelsgoederen als prestige-items werden vervangen door lokaal geproduceerde luxegoederen, zoals katoenen stoffen en torenhoge hoofddeksels. De afname van de interregionale interactie en handel verliep echter niet gelijkmatig: met name de interactie met culturen in de landengte van Tehuantepec nam toe, en er is ook een toename van de import van obsidiaan vastgesteld. 
In tegenstelling tot de vroegere Olmeekse kunst is er bij de Epi-Olmeekse kunst sprake van een algemeen verlies aan detail en kwaliteit. Aardewerken beeldjes waren minder realistisch gedetailleerd, de basalten monumenten en steles bij Tres Zapotes misten het vakmanschap, de verfijning en de details van het eerdere werk van San Lorenzo en La Venta. 
Op basis van de gedecentraliseerde plaatsing van groepen kunstmatige heuvels en monumentale sculpturen bij Tres Zapotes wordt aangenomen dat de Epi-Olmeekse hiërarchie minder gecentraliseerd was dan zijn Olmeekse voorganger, en wellicht een factionalistische heersende vergadering kende in plaats van één enkele heerser. 

## Beeldhouwkunst

### Schrift en kalenders
Hoewel in La Venta stele 3 ("Uncle Sam") en Monument 13 ("De ambassadeur") gebeurtenissen worden uitgebeeld die op geschiedenis lijken, richtten de Olmeekse beeldhouwkunst zich meer op portretten van heersers, zoals bijvoorbeeld blijkt uit de 17 kolossale hoofden. Daarentegen vertonen de Epi-Olmeekse monumenten een dramatisch toenemende aandacht voor historiciteit, wat uiteindelijk culmineert in de verschijning van gedateerde transcripties. 
Deze gedateerde transcripties werden mogelijk gemaakt door het zeer vroege gebruik van de lange-tellingkalender door de Epi-Olmeekse cultuur en door een zeer vroeg schriftsysteem, het Epi-Olmeekse of Isthmische schrift. Het Isthmische schrift is te vinden op verschillende Epi-Olmeekse sculpturen, waaronder La Mojarra stele 1, het Tuxtla-beeldje en Tres Zapotes stele C. Elk van deze sculpturen bevat ook een zeer vroege datering uit de lange telling. Deze Epi-Olmeekse teksten waren de meest gedetailleerde uit dit tijdperk in Meso-Amerika. 
Hoewel noch het Isthmische schrift noch de lange tellingkalender beperkt waren tot de Epi-Olmeekse cultuur, is het gebruik ervan, vooral in combinatie, een van de kenmerken ervan.

### Onderwerpen
Terwijl de gelijktijdige monumenten van Izapan, zo'n 500 km naar het zuidoosten, mythische en religieuze onderwerpen tonen, verheerlijken Epi-Olmeekse monumenten heersers. Zo toont stele 1 van La Mojarra een heerser in een uitbundige kledingdracht en hoofdtooi. De vertaling van het bijbehorende Isthmische schrift door Justeson en Kaufman geeft de naam van de figuur als Heer van de Oogstberg en het schrift vertelt over zijn opkomst naar de macht, oorlogvoering, een zonsverduistering, zijn eigen bloedlating en een "druipend offer", misschien van zijn zwager. 
Vergelijkbare Epi-Olmeekse monumenten met prachtvol geklede figuren met torenhoge, wapperende hoofddeksels zijn onder andere de Alvarado stele en El Mesón stele 1. In tegenstelling tot de La Mojarra stele 1 tonen deze twee monumenten ook een ondergeschikte en waarschijnlijk geïntimideerde, kleinere figuur. Op de Alvarado-stele kunnen zwaar vervaagde Isthmische schrifttekens voorkomen. El Mesón stele 1 heeft geen tekst. 
Deze monumentale kunst van de "verheven heerser" werd later gebruikelijk in de Mayalanden in het oosten tijdens de klassieke periode.

## Laatste transformatie
Tegen 250 AD hadden Cerro de las Mesas, Remojadas en andere locaties verder naar het noorden langs de kust van Veracruz Tres Zapotes overschaduwd. Hoewel Tres Zapotes tot in de klassieke periode zouden voortbestaan, was de bloeitijd ervan voorbij en hadden de Epi-Olmeekse cultuur plaatsgemaakt voor de Klassieke  Veracruzcultuur.